# Молоко (фильм)
«Молоко́» — российский художественный фильм режиссёра Карена Оганесяна, премьера которого состоялась 23 сентября 2021 года.

## Сюжет
Зоя — повар в столовой — живёт в Кировске — городе в Мурманской области. Однажды страдающая бесплодием главная героиня обнаруживает, что северное сияние необычайной красоты оказывает на её организм неожиданное влияние — из груди девушки идёт молоко, обладающее чудодейственными свойствами. Она становится школьным психологом и её жизнь резко меняется.

## В ролях
| Актёр                 | Роль                 |
| --------------------- | -------------------- |
| Юлия Пересильд        | Зоя                  |
| Андрей Бурковский     | Серёжа               |
| Евгения Каверау       | Таня Демьянова       |
| Гоша Куценко          | папа Тани            |
| Юрий Колокольников    | маммолог             |
| Елена Валюшкина       | директор школы       |
| Евгений Гришковец     | психолог             |
| Олеся Железняк        | женщина в парке      |
| Эрик Панич            | Саша Большаков       |
| Сергей Стёпин         | муж директрисы       |
| Артём Первых          | Комар                |
| Ирина Воронова        | аптекарша            |
| Анастасия Тодореску   | контролёр в автобусе |
| Анастасия Сапожникова | врач-гинеколог       |

## Съёмочная группа
- Продюсеры — Карен Оганесян, Полина Иванова, Ирина Воронова
- Режиссёр-постановщик — Карен Оганесян[7]
- Второй режиссёр — Татьяна Смирнов
- Оператор-постановщик — Евгения Абдель-Фаттах
- Художник-постановщик — Юлия Феофанова
- Автор сценария — Екатерина Мавроматис.
- Редактор — Максим Бударин.
- Директор съёмочной группы — Фёдор Черных.
- Кастинг-директор — Евгения Кадилова
- Художник по костюмам — Евгения Макеева
- Художник по гриму — Евгения Малай
- Художник по реквизиту — Павел Цвирко
- Монтаж — Юлия Любомирова, Авет Оганесян
- Композиторы — Struno, Dark Soul
- Звукорежиссёр — Алексей Самоделко
- Ассистент по актёрам — Христина Соколаева
- Вторые операторы — Дуглас Мачабели, Арсений Могучий
- Постановщик трюков — Александр Стеценко